# Salmo marmoratus
Salmo marmoratus é uma espécie de peixe da família Salmonidae.
Pode ser encontrada nos seguintes países: Croácia, Itália, Sérvia e Montenegro e Eslovénia e seus habitats naturais são: rios.
Está ameaçada por perda de habitat.